# جيانكارلو غاليفوكو
جيانكارلو غاليفوكو (بالإنجليزية: Giancarlo Gallifuoco)‏ (12 يناير 1994 بسيدني في أستراليا - ) هو لاعب كرة قدم أسترالي في مركز الدفاع. شارك مع منتخب أستراليا تحت 17 سنة لكرة القدم ومنتخب أستراليا تحت 20 سنة لكرة القدم ومنتخب أستراليا الوطني لكرة القدم تحت 23 سنة.

## وصلات خارجية
- جيانكارلو غاليفوكو على موقع قاعدة بيانات كرة القدم.إي يو (الإنجليزية)
- جيانكارلو غاليفوكو على موقع Soccerway.com (الإنجليزية)